# جوزيبي ليفي
جوزيبي ليفي (بالإيطالية: Giuseppe Levi)‏ هو طبيب وعالم إيطالي، ولد في 14 أكتوبر 1872 في ترييستي في إيطاليا، وتوفي في 3 فبراير 1965 في تورينو في إيطاليا.